# Čermná nad Orlicí (stacja kolejowa)
Čermná nad Orlicí – stacja kolejowa w miejscowości Čermná nad Orlicí, w kraju hradeckim, w Czechach. Znajduje się na wysokości 270 m n.p.m..
Jest zarządzana przez Správę železnic. Na stacji istnieje możliwości zakupu biletów i rzerwacji miejsc.

## Linie kolejowe
- 020 Velký Osek – Choceň